# فيك دونالد
فيك دونالد (بالإنجليزية: Vic Donald)‏ هو لاعب كرة قدم أسترالية أسترالي، ولد في 17 فبراير 1925 في Millgrove, Victoria ‏ في أستراليا، وتوفي في 8 أغسطس 2002 في ألبوري في أستراليا.

## وصلات خارجية
- فيك دونالد على موقع AustralianFootball.com (الإنجليزية)
- فيك دونالد على موقع AFLtables.com (الإنجليزية)